# Gato das Botas (anime)
Fantasy Adventure: Nagagutsu wo Haita Neko no Bouken (ファンタジーアドベンチャー　長靴をはいた猫の冒険, Aventura de Fantasia - As Aventuras do Gato das Botas) ou, em Portugal, Gato das Botas é uma série de anime produzida em 1992 pela Enoki Films e exibida, no Japão, pela TV Tokyo.
Nesta versão de Susumu Ishizaki, inspirada no bailado da Bela Adormecida de Tchaikovsky, o protagonista das botas mágicas viaja pelas várias regiões do mundo, embrulhando-se em conhecidos contos Grimm, Anderson e Mil e Uma Noites.
A série também contou com a participação de Toshifumi Kawase (Tenjou Tenge) como um dos realizadores de episódios. Actualmente é considerado um anime muito raro, inclusive no Japão, sendo quase sempre confundido com os filmes da Toei Animation.

## Ficha Técnica

### Produção
Realizador: Susumu Ishizaki

Guião: Shun-ichi Yukimuro, Takashi Yamada

Director de episódios: Hiromichi Matano, Toshifumi Kawase, Yoshio Suzuki

Director de animação: Masaki Abe, Mitsuo Shindo, Shinichiro Takagi, Susumu Shiraume

Banda Sonora: Koji Murakami (村上 浩司)

### Canções
Música de Abertura

Título: 8ビートのエチュード ("8 biito no echiyudo" ou "Estudo de 8 batidas")

Voz: Mika Chiba

Letra: MASAGORO (まさごろ)

Compositor: REMOTE

Arranger: Kunihiko Ryo (梁邦彦)

Música de Encerramento

Título: Heart to Heart

Voz: Mika Chiba

Letra: MASAGORO (まさごろ)

Composer: Kunihiko Ryo (梁邦彦)

Arranger: Kunihiko Ryo (梁邦彦)

### Álbuns
As músicas de abertura e encerramento foram retiradas do álbum Faint Kachi ne / Mika Chiba (CSCL-1185), lançado pela CBS/Sony Records em 21-07-1990.
Em 1995, com o surgimento das compilações "Sounds from Asia" as duas canções foram novamente lançadas pela Horipro Inc. no álbum 頑皮・MIKA •千葉美加 ～MIKA STEP INTO ASIA I～ (XYCA-00005), saindo posteriormente uma versão cantada pela própria Mika em mandarim do tema de encerramento no outro álbum 快楽神仙•千葉美加～MIKA STEP INTO ASIA II～ (XYCA-00006).
A Banda Sonora Original com a música de fundo instrumental (BGM) de Koji Murakami (村上 浩司) nunca foi lançada no mercado, partilhando o mesmo destino da sua outra Banda Sonora relativa à série de anime Huckleberry Finn Monogatari.

### Lista de episódios
| Nr. | Título original                                                 | Título em Portugal e tradução literal do original                     | Conto associado |
| --- | --------------------------------------------------------------- | --------------------------------------------------------------------- | --- |
| 1   | 長靴をはいた猫の誕生 nagagutsu wo haita neko no tanjō           | As Botas Mágicas O Nascimento do Gato das Botas                       | O Gato das Botas Escritor: Charles Perrault |
| 2   | 祝福は百年の眠り shukufuku wa hyakunen no nemuri                | A Vingança de Zakil Bendito o Sono de Cem Anos                        | A Bela Adormecida - Parte 1 Escritor: Charles Perrault / Irmãos Grimm |
| 3   | ガラスの靴のワルツ garasu no kutsu no warutsu                   | O Sapato Que Não servia A Valsa do Sapatinho de Cristal               | A Gata Borralheira Escritor: Charles Perrault |
| 4   | 毒リンゴを食べないで!! doku ringo wo tabenaide!!                | Não Comas a Maçã Envenenada!!                                         | Branca de Neve Escritor: Irmãos Grimm |
| 5   | 人魚の海・七色の海 ningyo no umi·nanairo no umi                 | Sereiazinha Sereia do Mar, Arco-Íris do Mar                           | A Pequena Sereia Escritor: Hans Christian Andersen |
| 6   | クスト、デザイナーになる?! kusuto, dezainaa ni naru?!           | Kusto [Serafim] torna-se Alfaiate!?                                   | As roupas novas do imperador Escritor: Hans Christian Andersen |
| 7   | 奪われた魔法のランプ ubawareta mahō no ranpu                    | Serafim e a Lâmpada Mágica A Lâmpada Mágica Roubada                   | Aladino Obra: As Mil e Uma Noites |
| 8   | 合い言葉は開けゴマ?! ai kotoba wa hirake goma?!                 | João, o 41.º Ladrão A Senha é Abre-te Sésamo?!                        | Ali Babá e os Quarenta Ladrões Obra: As Mil e Uma Noites |
| 9   | 雲までのぼれ魔法の木 kumo made nobore mahō no ki                | O Pé de Feijão Ascensão Às Nuvens pela Árvore Mágica                  | João e o Pé de Feijão Escritor: Benjamin Tabart |
| 10  | 走れ!!友情を賭けて hashire!! yûjō wo kakete                     | O Rei Desconfiado Corre!! Pela Amizade!!                              | (nenhum) |
| 11  | ラ・マンチャの夢騎士 ra·mancha no yume kishi                    | Dom Quixote de La Mancha O Sonho do Cavaleiro de La Mancha            | Dom Quixote de La Mancha Escritor: Miguel de Cervantes |
| 12  | くしゃみ三回・死の予言 kushami sankai·shi no yogen              | A Profecia Três Espirros - Profecia da Morte                          | (nenhum) |
| 13  | 湖に舞う恋の行方? mizûmi ni mau koi no yukue?                   | O Lago dos Cisnes Onde Está o Amor, que Dança no Lago?                | O Lago dos Cisnes Escritor: Tchaikovsky |
| 14  | ある日突然、王子様?! aru hi totsuzen, ōjisama?!                 | O Príncipe Pobre De repente, um Príncipe?!                            | O Príncipe e o Pobre Escritor: Mark Twain |
| 15  | イワンと魔法の子馬 iwan to mahō no kouma                        | O Elixir da Juventude Ivan e o Pónei Mágico                           | O Cavalinho Mágico Escritor: Pyotr Pavlovich Yershov, baseado no conto Ivan e o Pássaro de Fogo                                                                             |
| 16  | ふしぎなふしぎなバイオリン fushigi na fushigi na baiorin        | O Violino Misterioso Um Maravilhoso, Maravilhoso Violino              | Lendas dos duendes/gnomos irlandeses |
| 17  | 氷の国の魔女 kōri no kuni no majo                               | A Rainha da Neve A Bruxa da Terra do Gelo                             | A Rainha da Neve Escritor: Hans Christian Andersen |
| 18  | 森の中のお菓子の家 mori no naka no okashi no ie                 | Casa de Doces na Floresta                                             | João e Maria Escritor: Irmãos Grimm |
| 19  | 放たれた正義の矢 hanatareta seigi no ya                         | Flecha da Justiça e Liberdade                                         | Guilherme Tell Escritor: Aegidius Tschudi |
| 20  | びっくり仰天!!王様の耳 bikkuri gyōten!! ōsama no mimi           | Espantoso!! As Orelhas do Rei                                         | Rei Midas (Mitologia Grega) Nota: Na adaptação irlandesa o Rei chama-se Breas. Em Portugal foi escrito em 1942 uma versão adaptada chamada O Príncipe com Orelhas de Burro. |
| 21  | 史上サイテーの花嫁?! shijō saitee no hanayome?!                 | A princesa Maria-rapaz A Pior Noiva de Todos os Tempos?!              | (nenhum) |
| 22  | 題名は「マッチ売りの少女」 daimei wa "macchi uri no shōjo"      | A Menina dos Fósforos O Título é «A pequena vendedora de fósforos»    | A Menina dos Fósforos Escritor: Hans Christian Andersen |
| 23  | 動物言葉でしゃべれたら?! dōbutsu kotoba de shaberetara?!        | A Falar é que a Gente se Entende Consegues Comunicar com os Animais?! | (nenhum) |
| 24  | 吸血鬼にされたピエール! kyûketsuki ni sareta pieeru!            | Pedrinho Tornou-se num Vampiro!                                       | Folclore do sudeste europeu do séc. XVIII O Vampiro Escritor: John Polidori Conde Drácula Escritor: Bram Stoker                                                             |
| 25  | あこがれの三銃士 akogare no sanjûshi                            | O 4.º Mosqueteiro Os Meus Ídolos, os Três Mosqueteiros                | Os Três Mosqueteiros Escritor: Alexandre Dumas |
| 26  | ザキル発見!サーラ姫のめざめ zakiru hakken! saara hime no mezame | Acorda Princesa Sara! Zakir encontrada! O Despertar da Princesa Sara  | A Bela Adormecida - Parte 2 Escritor: Charles Perrault / Irmãos Grimm |

## VHS e DVD
Em 1992 a editora discográfica Tokuma Japan Communications lançou os seguintes volumes, em VHS:
| Vol. | Data de lançamento | Título do volume       | Tradução                           | N.º de episódios | Tempo total da VHS |
| ---- | ------------------ | ---------------------- | ---------------------------------- | ---------------- | ------------------ |
| 1    | 1992-07-25         | 長靴をはいた猫の誕     | A Origem do Gato das Botas         | 3                | 60 min.            |
| 2    | 1992-07-25         | 毒リンゴを食べない     | Não Comas a Maçã Envenenada!       | 3                | 60 min.            |
| 3    | 1992-07-25         | 合い言葉は開けゴマ     | A Palavra Secreta é Abre-te Sésamo | 3                | 60 min.            |
| 4    | 1992-08-25         | ラ・マンチャの夢騎     | O Sonho do Cavaleiro de La Mancha  | 3                | 60 min.            |
| 5    | 1992-08-25         | イワンと魔法の子馬     | Ivan e o Pónei Mágico              | 3                | 60 min.            |
| 6    | 1992-08-25         | 森の中のお菓子の家     | A Casa dos Doces na Floresta       | 3                | 60 min.            |
| 7    | 1992-09-25         | びっくり仰天!!王様の耳 | Espantoso! As Orelhas do Rei       | 3                | 75 min.            |
| 8    | 1992-09-25         | 動物言葉でしゃべれ     | Se Pudessem Falar com os Animais   | 3                | 75 min.            |
| 9    | 1992-09-25         | ザキル発見!サー        | Zakir Encontrada                   | 2                | 55 min.            |

Em 1996, a divisão americana da Enoki Films Co., Ltd. (Enoki Films USA, Inc.) pegou nos três primeiros episódios, no "João e Maria" e no último, fundindo-os numa longa-metragem de 80 minutos. A VHS tinha como título The Jorney of Puss 'n Boots (A Viagem do Gato das Botas) e foi escolhida para capa um fotograma do episódio 6, parte da sequência em que Serafim salva o Pedrinho. O episódio não foi incluído no filme, nem a abertura e encerramento originais.
Na Europa, mais propriamente na Polónia, foram editados 8 episódios em VHS,  ainda na década de 90, pela Cass Film e distribuídos pela Eurocom, sob a colecção Klasyka bajek (Contos Clássicos). Os episódios ficaram dispersos em duas VHS de 90 minutos, no qual o primeiro dos quatro dava título a cada volume. Na primeira VHS saíram os episódios "A Menina dos Fósforos", "A Rainha da Neve", "Branca de Neve", "O Lago dos Cisnes" e na segunda "João e Maria", "O Elixir da Juventude", "A Sereiazinha" e "O Pé de Feijão".
Em 2005, a distribuidora Húngara Best Hollywood, lança o mesmo conteúdo da Enoki Films USA, em DVD sob o título Csizmás Kandúr mesebeli kalandjai (Gato das Botas: Fabulosas Aventuras). O DVD de 84 minutos manteve o formato original (4:3), capa (ainda que adaptada), diferindo apenas na dobragem húngara.
No dia 20 de Junho de 2008 foi lançado um DVD na Polónia, através da editora TiM Film Studio, intitulado Kot w Butach (Gato das Botas). À imagem do DVD húngaro, a matriz foi a VHS da Enoki Films USA, daí ter uma capa semelhante, dobragem americana (sobreposta por um locutor polaco), sendo a única diferença a conversão em formato 16:9.
Até ao momento a série não foi lançada em DVD ou Blu-ray no Japão.

## O Gato das Botas em Portugal
A série passou em 1993, no "Canal 1" da RTP, posteriormente na TV2 à tarde, e contou com as vozes de Jorge Sequerra, Teresa Sobral, Alexandra Sedas, Carlos Paulo, Cláudia Cadima, Carlos Macedo, Teresa Madruga e Joel Constantino. Desde o fim da transmissão na RTP, que nenhum tipo de média (VHS ou DVD) foi lançado no mercado português.

### Locução e Dobragem
| Serafim – o gato das botas (クスト, Kusuto (Custo)) Diminutivo de custodes ou custos - o 'guardião' (latim).      | Yasunori Matsumoto | Jorge Sequerra      |                                                                       |              |                |
| João – (ハンス, Hansu (Hans)) Hans Christian Andersen, escritor de vários de contos de fadas                      | Eiko Yamada        | Teresa Sobral       |                                                                       |              |                |
| Pedrinho – (ピエール, Pieeru (Pierre)) Pierre Perrault, pai do autor do Gato das Botas Charles Perrault           | Chika Sakamoto     | Alexandra Sedas     |                                                                       |              |                |
| Princesa Sara – (サーラ姫, Saara Hime (Sara Hime)) שָׂרָה (Śārāh), nome de origem hebraica, que significa 'Princesa' | Chieko Honda       | [[Cláudia Cadima\|- | Zakil – (ザキル, Zakiru (Zakil)) "Za Kiru" (The Kill), lit. "A Morte" | Kazue Komiya | Cláudia Cadima |
| Rei Carlos, pai da Sara                                                                                           |                    | Carlos Paulo        |                                                                       |              |                |
| Barnabé, irmão do João                                                                                            |                    | Carlos Macedo       |                                                                       |              |                |
| Flora |                    | Teresa Madruga      |                                                                       |              |                |
| Príncipe da Cinderela                                                                                             |                    | Carlos Macedo       |                                                                       |              |                |
| Ivan – (イヴァン, Iwan (Ivan))                                                                                    | Ryo Horikawa       | Joel Constantino    |                                                                       |              |                |
| Gnomo do violino                                                                                                  |                    | Carlos Macedo       |                                                                       |              |                |
| Juiz, pai da Patrícia                                                                                             |                    | Carlos Macedo       |                                                                       |              |                |